# Млечнокисела ферментация
Млечнокиселата ферментация е сложен биохимичен процес, при който под действието на специфични бактерии захарите се разграждат и като главен продукт се получава млечна киселина.

## Същност
Тази ферментация е била известна на човечеството още в дълбока древност и е използвана при получаването и запазването на редица продукти. Въпреки че още в 1782 г. Шееле установява млечнокисела киселина във ферментиралите продукти, едва в средата на XIX в. Пастьор доказва биологичната същност на този процес.
В зависимост от продуктите, които се получават при разграждането на глюкозата, млечнокиселата ферментация се разделя на:
- хомоферментативна – 90% от глюкозата се разгражда до млечна киселина
- хетероферментативна – освен млечна киселина се получава етанол, оцетна киселина, CO2 и др.

## Причинители
По форма млечнокиселите бактерии се разделят на пръчковидни и коковидни.
Пръчковидните млечнокисели бактерии се отнасят към род Lactobacillicus. Клетките на бактериите от този род са къси и дълги пръчици разположени поединично, на двойки или често на верижки. Обикновено са неподвижни. Спори не се образуват.
Представителите на род Lactobacillicus са твърде взискателни към хранителните източници. За растежа им са необходими аминокиселини, пептиди, продукти от разграждането на нуклеиновите киселини, витамини, соли, мастни киселини. Тези бактерии са анаеробни или факултативно анаеробни. Развиват се в температурни граници от 5 до 35 °C, но най-често температура е 30-40 °C. Оптималното pH, по-ниско от 5,0. По-голямо значение имат следните пръчковидни бактерии:

### Хомоферментативни лактобацили
Видове, които ферментират глюкоза без образуване на газ.
- Lactobacillus bulgaricus

Изолиран е от българското кисело мляко през 1905 г. от българина Стамен Григоров, студент по медицина в Швейцария. Тя има пръчковидна форма и е вид бацил. Тази бактерия участва във ферментацията на глюкоза, фруктоза, галактоза и лактоза. L. bulgaricus е основният вид в българското кисело мляко.
Синтезира вещества, които потискат развитието на гнилостните микроорганизми. Поради това е била препоръчана от Иля Мечников за удължаване живота на хората. Според него високият процент на столетниците на Балканския полуостров и в Кавказ се дължи на голямата консумация на кисело мляко.

### Хетероферментативни бактерии
При ферментиране на глюкоза се отделя газ (CO2). Около 50% от крайния продукт е млечна киселина. В голямо количество се образуват оцетна киселина и етилов алкохол.
- Streptococcus lactis

Среща се главно в млякото. Понякога заема над 90% от микрофлората на млякото. Клетките са разположени по двойки, в дълги и къси верижки. Колониите са малки, плътни с гладки краища.
- Streptococcus thermophilus

Типична термофилна млечна бактерия. Оптимална температура за развитието и е 40-50 °C. Проявява особена чувствителност към антибиотици, поради което се използва като тест-култура за установяване на пеницилин в млякото. Тя е основен компонент в закваската и микрофлората на българското кисело мляко и швейцарското сирене.

## Химичен процес
C6H12O6 = 2C3H6O3 + 75 kJ